# 榮進閃耀
榮進閃耀（英語：Eishin Flash），是日本純種競賽馬匹。生涯活躍於中長途賽事，總戰績為27戰6勝，名次分佈為6-3-7-11，勝利場當中包括2010年東京優駿（日本打吡）及2012年秋季天皇賞兩場一級賽。2013年12月退役後，成為社台Stallion Station和Lex Stud的配種馬，代表子嗣有2022年日本盃冠軍飄揚青帆等。

## 出賽前
2007年3月27日出生於北海道千歲市社台牧場，成長途中被馬主平井豐光購入。
其後交由栗東訓練中心練馬師藤原英昭訓練。

## 競賽生涯

### 2歲
2008年7月12日出戰阪神競馬場2歲新馬，於其中僅獲得第六。
短暫休養後於10月出戰2歲未勝利戰，成功於直路途中衝出，以輕鬆的姿態獲得首勝。
其後出戰公開賽事萩錦標及條件戰歐石楠賞，奪得一冠一季的不俗戰績。

### 3歲
2010年首戰爲京成盃，由於主戰騎師內田博幸於1月11日策騎Lilac Punch出戰中山競馬場3歲新馬戰時遭遇前所未有的9匹馬落馬事故而受傷，由橫山典弘代打策騎。比賽開始後，其處於前方位置第三左右的位置跟隨領放馬推進，進入直路後仍然有餘力繼續加速，最終跑出全場最快末腳之下奪得首個分級賽冠軍。
其後於未出戰任何前哨戰的情況下直走皋月賞，由於其此前剛由放草回歸，馬迷對其狀態保持懷疑態度下僅得第十一人氣。比賽開始後，其選擇於中團靠後位置展開推進，於直路上跑出不俗的表現下以爆冷姿態取得季軍。
5月30日出戰東京優駿，雖然其作爲皋月賞上位馬，但賽前僅得第七人氣。比賽開始後，面對對後上馬不利的前1000米61.6秒較慢步速，其仍然選擇於約莫第十的中團後方位置追走，並於比賽途中保持穩定的節奏等待時機。進入直路後，其隨即加速衝出並轟出打吡史上最快的後600米32.7秒末腳，瞬間超越前方所有賽駒下以頸位壓贏玫瑰帝國，亦以半爆冷的姿態贏得首個一級賽，更爲騎師內田、練馬師藤原英昭及馬主平井豐光帶來首個打吡優勝。

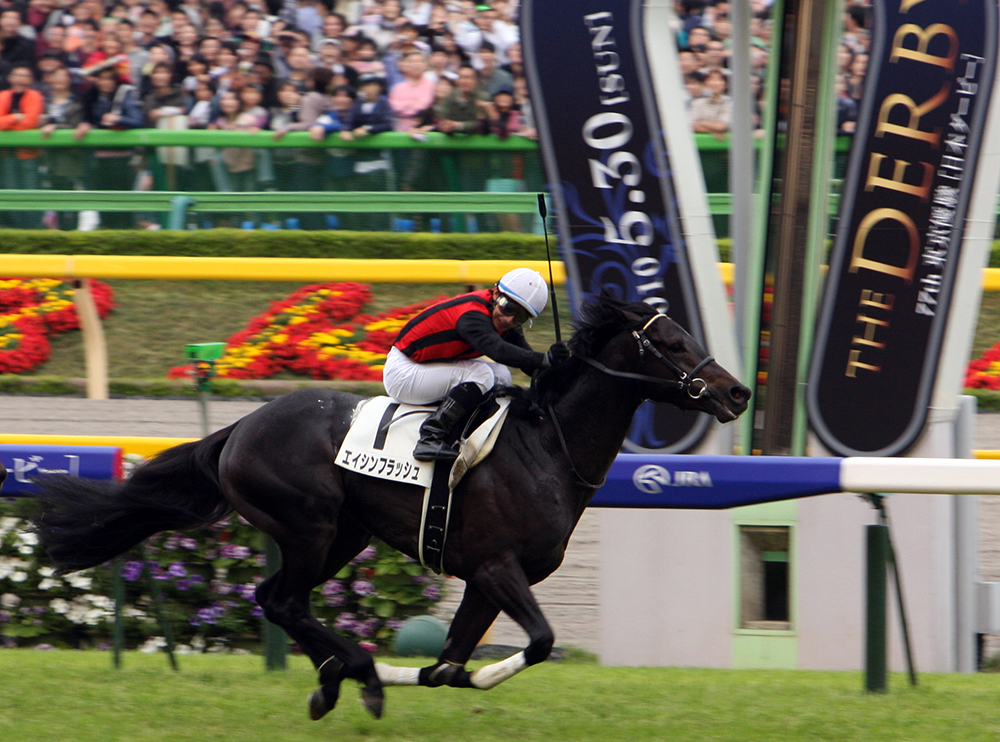
出戰東京優駿的榮進閃耀

秋季放草後以菊花賞爲目標出戰前哨戰神戶新聞盃，再度和玫瑰帝國決戰下敗於對方，以頸位差距落敗得第二。
賽後打算按照原定計劃出戰菊花賞，但於10月20日的訓練後被發現步伐混亂，檢查過後確認爲筋肉疼痛，最終緊急放棄計劃。
經過短暫休養後於11月28日出戰日本盃，雖然比賽初段處於第二的位置推進，但於直路上失速之下以第八落敗。
其後出戰有馬紀念，但於漏閘的影響下處於後方起步，始終未能衝出下以第七完賽。

### 4歲
2011年以產經大阪盃作爲首戰，於直路上奮力加速並不斷爬升，但仍然未能追上前方的萬千寵愛，更於其後被夜之影超越，最終以第三完賽。
5月1日出戰春季天皇賞，比賽初段處於後方位置保留體力，進入直路後抽出大外檔衝出發起強襲，奈何於留得太後之下再度敗於萬千寵愛，以1/2馬位差距得第二。
其後出戰寶塚紀念，選擇居中戰術下於直路發揮穩定水準，最終僅負於熱誠真摯及迷人景致取得季軍。
然而進入秋季過後狀態稍微下降，出戰秋季天皇賞及日本盃分別獲得第六及第八。
12月25日出戰有馬紀念，於表現回勇之下成功於直路上衝出，最終僅於爭奪中敗於本年度三冠馬黃金巨匠，以3/4馬位差距落敗得第二。

### 5歲
進入2012年，陣營於年初決定安排其遠征阿聯酋出戰杜拜世界盃，於其中獲得第六，爲日本賽駒之中最佳的戰績。
回國後出戰寶塚紀念，雖然於比賽途中表現出鬥心，但於直路上仍然未能最大程度加速，最終以再度以第六完賽。
入秋後其以每日王冠作爲起動戰，比賽初段選擇於中團位置追走之下在直路上再度失去狀態未能衝出，最終以第九落敗。
10月28日出戰秋季天皇賞，改由杜滿萊策騎。比賽開始後，前方由國際高球快放並做出較快的步速，而榮進閃耀則於後方位置追走以等待時機。進入直路後，其迅速抽入內欄位置貼欄加速，轟出後600米33.1秒的恐怖末腳下於最後300米透出，最終以1/2馬位壓贏超常駿驥奪得暌違2年5個月的勝利。賽後，由於本次比賽爲時隔7年的天覽競馬，騎師杜滿萊於繞場一圈過後無視日本中央競馬會的規則，於終點線前下馬並向處於貴賓席的天皇（今上皇）明仁及皇后（今上皇后）美智子作單膝跪之禮。

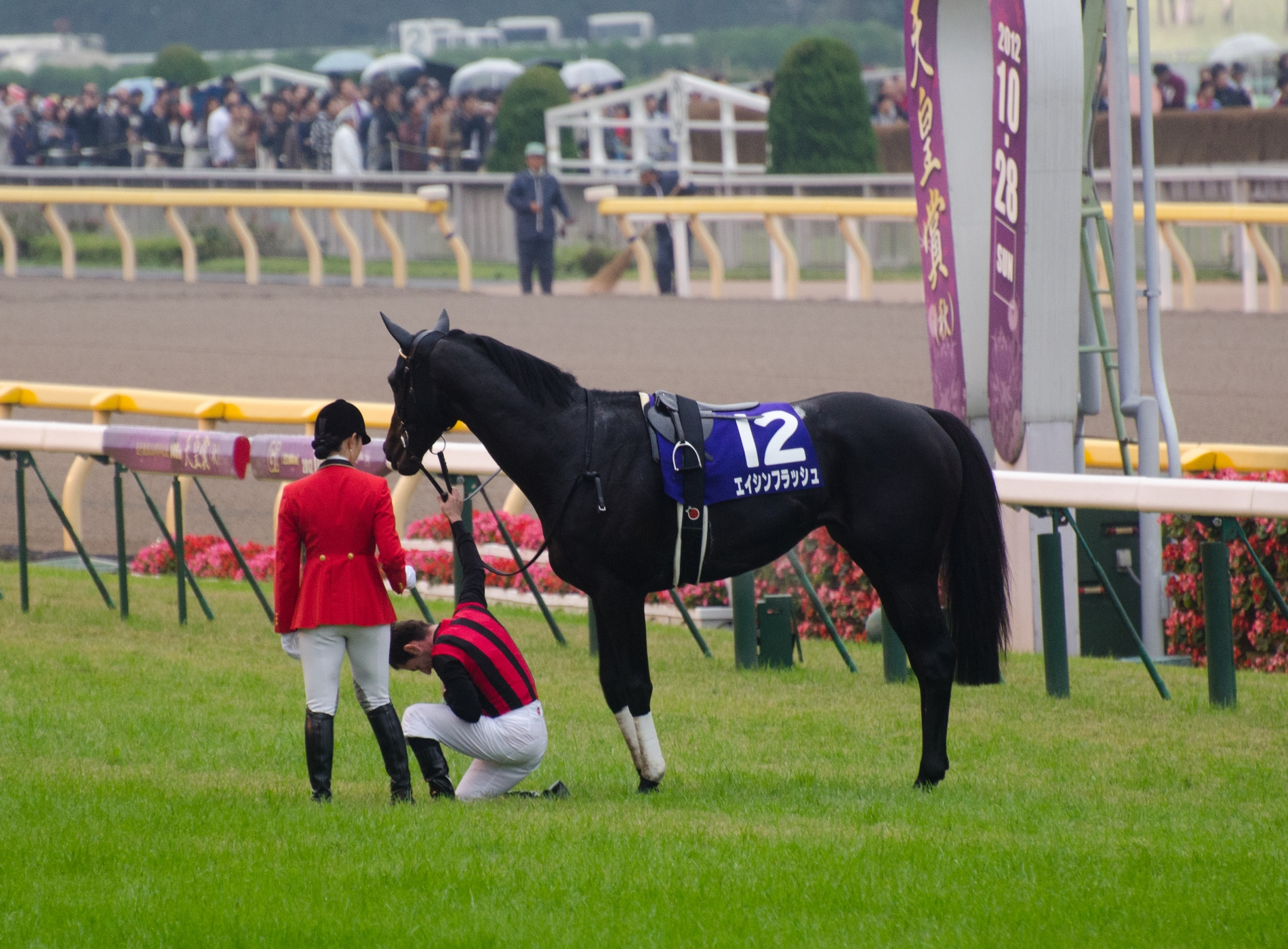
賽後向天皇及皇后敬禮的杜滿萊

其後出戰日本盃及有馬紀念，但均未能掄元之下分別取得第九及第四。

### 6歲
2013年3月2日，馬主平井因病過身，榮進閃耀之所有權被轉移至其次子平井克彥旗下。
3月31日出戰以產經大阪盃作爲年度首戰，採用居中戰術下於直路狂奔並超越前方賽駒，最終仍然落後於黃金巨匠及湘南聲威獲得第三。
其後遠征香港出戰女皇盃，比賽途中於直路上再度發揮不俗的末腳速度，但仍然未能超越主隊馬軍事出擊及加州萬里以第三完賽。
回國後其進入放草，並於秋季時於每日王冠復出，成功於直路上以凌厲的姿態超越領放的亞瑟神劍，後續保持速度抵擋一路通的追擊，最終以1/2馬位優秀奪得冠軍。
10月27日出戰秋季天皇賞，雖然於直路上以貼欄的姿態衝出，但最終不敵一路通及貴婦人之下再度獲得季軍。
其後出戰日本盃，由於本次比賽缺乏典型的領放馬，因而其被迫於比賽初段帶頭並做出前1000米62.4秒的超慢步速，然而進入直路後其突然失速沉底，被衆多賽駒超越下以生涯最差第十大敗。
完成日本盃原定繼續出戰有馬紀念，但於12月19日訓練途中被發現步伐混亂，最終陣營決定安排其退役，並於12月23日中山競馬場舉行退役儀式。

### 詳細賽績
| 日期       | 舉辦國家 | 馬場 | 距離     | 級別 | 賽事名稱   | 負重 | 騎師     | 馬號 | 出馬 | 名次 | 時間     | 頭馬（二馬）      |
| ---------- | -------- | ---- | -------- | ---- | ---------- | ---- | -------- | ---- | ---- | ---- | -------- | ----------------- |
| 12/7/2009  | 日本     | 阪神 | 草1800   |      | 2歲新馬    | 54   | 福永祐一 | 13   | 15   | 6    | 1:49.3   | Meine Aroma       |
| 11/10/2009 | 日本     | 京都 | 草2000   |      | 2歲未勝利  | 55   | 内田博幸 | 10   | 12   | 1    | 2:02.2   | （Red Sparkle）   |
| 31/10/2009 | 日本     | 京都 | 草1800   | OP   | 萩錦標     | 55   | 福永祐一 | 5    | 10   | 3    | 1:47.2   | （Cosmo Phantom） |
| 13/12/2009 | 日本     | 阪神 | 草2000   |      | 歐石楠賞   | 55   | 内田博幸 | 2    | 8    | 1    | 2:05.3   | （花開滿路）      |
| 17/1/2010  | 日本     | 中山 | 草2000   | GIII | 京成盃     | 56   | 横山典弘 | 13   | 13   | 1    | 2:03.6   | （Admire Tenku）  |
| 18/4/2010  | 日本     | 中山 | 草2000   | GI   | 皋月賞     | 57   | 内田博幸 | 11   | 18   | 3    | 2:01.0   | 比薩勝駒          |
| 30/5/2010  | 日本     | 東京 | 草2400   | GI   | 東京優駿   | 57   | 内田博幸 | 1    | 17   | 1    | 2:26.9   | （玫瑰帝國）      |
| 26/9/2010  | 日本     | 阪神 | 草2400   | GII  | 神戶新聞盃 | 56   | 内田博幸 | 5    | 12   | 2    | 2:25.9   | 玫瑰帝國          |
| 23/11/2010 | 日本     | 東京 | 草2400   | GI   | 日本盃     | 55   | 内田博幸 | 10   | 18   | 8    | 2:25.6   | 玫瑰帝國          |
| 26/12/2010 | 日本     | 中山 | 草2500   | GI   | 有馬紀念   | 55   | 内田博幸 | 10   | 15   | 7    | 2:33.0   | 比薩勝駒          |
| 3/4/2011   | 日本     | 阪神 | 草2000   | GII  | 產經大阪盃 | 59   | 内田博幸 | 15   | 15   | 3    | 1:57.8   | 萬千寵愛          |
| 1/5/2011   | 日本     | 京都 | 草3200   | GI   | 春季天皇賞 | 58   | 内田博幸 | 15   | 18   | 2    | 3:20.7   | 萬千寵愛          |
| 26/6/2011  | 日本     | 阪神 | 草2200   | GI   | 寶塚紀念   | 58   | 安藤勝己 | 4    | 16   | 3    | 2:10.3   | 熱誠真摯          |
| 30/10/2011 | 日本     | 東京 | 草2000   | GI   | 秋季天皇賞 | 58   | 李慕華   | 4    | 18   | 6    | 1:56.8   | 東瀛佐敦          |
| 27/11/2011 | 日本     | 東京 | 草2400   | GI   | 日本盃     | 57   | 池添謙一 | 15   | 16   | 8    | 2:24.9   | 迷人景致          |
| 25/12/2011 | 日本     | 中山 | 草2500   | GI   | 有馬紀念   | 57   | 李慕華   | 5    | 13   | 2    | 2:36.1   | 黃金巨匠          |
| 31/3/2012  | 阿聯酋   | 美丹 | 膠沙2000 | GI   | 杜拜世界盃 | 57   | 李慕華   | 2    | 14   | 6    | 紀錄缺失 | 蒙泰羅索          |
| 24/6/2012  | 日本     | 阪神 | 草2200   | GI   | 寶塚記念   | 58   | 内田博幸 | 6    | 16   | 6    | 2:12.5   | 黃金巨匠          |
| 7/10/2012  | 日本     | 東京 | 草1800   | GII  | 毎日王冠   | 57   | 内田博幸 | 13   | 16   | 9    | 1:45.6   | 機伶獵駒          |
| 28/10/2012 | 日本     | 東京 | 草2000   | GI   | 秋季天皇賞 | 58   | 杜滿萊   | 12   | 18   | 1    | 1:57.3   | （超常駿驥）      |
| 25/11/2012 | 日本     | 東京 | 草2400   | GI   | 日本盃     | 57   | 李慕華   | 8    | 17   | 9    | 2:24.1   | 貴婦人            |
| 23/12/2012 | 日本     | 中山 | 草2500   | GI   | 有馬紀念   | 57   | 三浦皇成 | 2    | 16   | 4    | 2:32.4   | 黃金船            |
| 31/3/2013  | 日本     | 阪神 | 草2000   | GII  | 產經大阪盃 | 58   | 杜滿樂   | 7    | 14   | 3    | 1:59.1   | 黃金巨匠          |
| 28/4/2013  | 香港     | 沙田 | 草2000   | GI   | 女皇盃     | 57   | 杜滿萊   | 13   | 14   | 3    | 2:02.42  | 軍事出擊          |
| 6/10/2013  | 日本     | 東京 | 草1800   | GII  | 毎日王冠   | 58   | 福永祐一 | 6    | 11   | 1    | 1:46.7   | （一路通）        |
| 27/10/2013 | 日本     | 東京 | 草2000   | GI   | 秋季天皇賞 | 58   | 杜滿萊   | 6    | 17   | 3    | 1:58.5   | 一路通            |
| 24/11/2013 | 日本     | 東京 | 草2400   | GI   | 日本盃     | 57   | 杜滿萊   | 4    | 17   | 10   | 2:26.6   | 貴婦人            |

## 退役後
退役後，榮進閃耀成爲了配種馬，於北海道安平町社台Stallion Station休養，在2014年進行配種。首批子嗣於2015年出生，可於2017年出賽。2022年1月6日，天空神於京成盃取勝，成爲首匹勝出分級賽的子嗣。2020年11月27日，飄揚青帆於日本盃取勝，成爲首匹勝出一級賽的榮進閃耀子嗣。
2018年12於其被轉移至到北海道新日高町Lex Stud，在2019年於此地繼續進行配種工作。

### 主要子嗣

#### 一級賽優勝子嗣
粗體字為一級賽
2017年生
- 飄揚青帆（京都大賞典、日本盃）

#### 分級賽優勝子嗣
2017年生
- T O Socrates（小倉夏季跳欄錦標）

2018年生
- 天空神（京成盃）

#### 在香港服役的子嗣
榮進閃耀歷來只有兩匹子嗣曾經在香港服役，而這兩匹子嗣皆由蘇偉賢訓練，就是「榮進無限」、「榮進挑戰」。

## 血統簡介
父系皇中王爲美國生產的英國賽駒，生涯戰績優秀，曾勝出一級賽二千堅尼錦標。祖父金滿寶曾三勝一級賽，亦爲近代著名種馬之一。
母系Moonlady爲德國賽駒，生涯戰績不俗，曾勝出長島讓賽及德國聖烈治錦標兩項二級賽。外祖父百天麗亦爲德國賽駒，生涯戰績優秀，曾勝出一級賽米蘭大賽及德國銀行大賽。

### 血統表
| 父線：金滿寶系（淘金者系）       |                               |                 |                |
| 種馬 皇中王 1997年（棗色）       | 金滿寶 1990年（棗色）         | 淘金者          | Raise a Native |
| 種馬 皇中王 1997年（棗色）       | 金滿寶 1990年（棗色）         | 淘金者          | Gold Digger    |
| 種馬 皇中王 1997年（棗色）       | 金滿寶 1990年（棗色）         | Misque          | 雷利耶夫       |
| 種馬 皇中王 1997年（棗色）       | 金滿寶 1990年（棗色）         | Misque          | Pasadoble      |
| 種馬 皇中王 1997年（棗色）       | Allegretta 1978年（栗色）     | Lombard         | Agio           |
| 種馬 皇中王 1997年（棗色）       | Allegretta 1978年（栗色）     | Lombard         | Promised Lady  |
| 種馬 皇中王 1997年（棗色）       | Allegretta 1978年（栗色）     | Anatenvka       | Espresso       |
| 種馬 皇中王 1997年（棗色）       | Allegretta 1978年（栗色）     | Anatenvka       | Almyra         |
| 繁殖雌馬 Moonlady 1997年（棕色） | 百天麗 1989年（棗色）         | Surumu          | Literat        |
| 繁殖雌馬 Moonlady 1997年（棕色） | 百天麗 1989年（棗色）         | Surumu          | Surama         |
| 繁殖雌馬 Moonlady 1997年（棕色） | 百天麗 1989年（棗色）         | Prairie Darling | Stanford       |
| 繁殖雌馬 Moonlady 1997年（棕色） | 百天麗 1989年（棗色）         | Prairie Darling | Prairie Belle  |
| 繁殖雌馬 Moonlady 1997年（棕色） | Midnight Fever 1991年（棗色） | Sure Balde      | Kris           |
| 繁殖雌馬 Moonlady 1997年（棕色） | Midnight Fever 1991年（棗色） | Sure Balde      | Double Lock    |
| 繁殖雌馬 Moonlady 1997年（棕色） | Midnight Fever 1991年（棗色） | Majoritat       | Konigssthul    |
| 繁殖雌馬 Moonlady 1997年（棕色） | Midnight Fever 1991年（棗色） | Majoritat       | Monacchia      |
| 雌系：號族：8-a                  |                               |                 |                |
| 五代內近親交配：Birkhahn 5×5     |                               |                 |                |

## 命名由來
名字中，Eishin（エイシン）為第一代馬主平井豐光、平井克彥父子之冠名，出自他們所經營的玩具公司榮進堂，Flash（フラッシュ）有閃光之意思，香港則譯為「閃耀」。

## 外部連結
- 榮進閃耀 netkeiba.com
- 榮進閃耀 sportsnavi.com
- 榮進閃耀 jbis.or.jp
- 榮進閃耀 racingpost.com
- 血統表